# Ganoderma brownii
Ganoderma brownii är en svampart som först beskrevs av William Alphonso Murrill, och fick sitt nu gällande namn av Robert Lee Gilbertson 1962. Ganoderma brownii ingår i släktet Ganoderma och familjen Ganodermataceae.   Inga underarter finns listade i Catalogue of Life.